# 梵蒂岡LGBT權益
梵蒂岡關於女同性戀、男同性戀、雙性戀與跨性別者權益的法律最早出現在1929年，根據義大利王國刑法典所制定，由羅馬教宗實際管轄的梵蒂岡城正式成為主權國家，因此擁有自己的政府、軍隊，以及法律。意大利統一後，梵蒂岡城國的法律襲用鄰國義大利的法律，直到2008年，梵蒂岡才宣布不再自動襲用義大利國會通過的新法，因為義大利法律中有越來越多和羅馬天主教教義相左的條文。

## 同性性行為相關法律歷程
梵蒂岡沒有自主的刑法，因此也沒有關於同性性行為的法律。在1929年《拉特蘭條約》中，梵蒂岡通過6項基本法，其中第3項《法源法》規定除非義大利法律與教宗敕令或天主教教義相左，否則梵蒂岡城國襲用義大利法律，包括國內法與地方法在內，也包括對不同性傾向的同意年齡在內。
2009年1月1日，梵蒂岡以「義大利的法律過於繁雜，而且欠缺穩定、時常和天主教教義相違背」為由，宣布不再自動採用義大利議會通過的法律。但由於義大利在2009年1月1日前就通過同意年齡新法，所以梵蒂岡對不同性傾向的同意年齡仍舊和義大利相同。

## 同性伴侶關係
梵蒂岡沒有任何承認不同性傾向和性別認同有民事權利的法律，目前梵蒂岡是唯一還未制定任何保障同志權益法律的西歐國家，而其他未制定其法律的歐洲國家多集中於東歐或是前蘇聯國家。

## 性別認同
梵蒂岡是羅馬天主教國家，也是羅馬天主教世界的中心，其國家元首為教宗。在羅馬天主教的教義裡，關於性別認同或變性有這樣的見解：
|  | 男和女都是天主所造，也即是天主所爱的：就人性而论，两者是完全平等的，但按其男女性别而论，则各有不同。“成为男人”和“成为女人”乃天主所愿意的美好事实：男人和女人都有不可剥夺的尊严，直接来自他们的造物主。男女都是“按照天主的肖象”所造，具有同等的尊严。在他们“成为男人”和“成为女人”的事实上，反映出造物主的智慧和慈善。 |

2000年，梵蒂岡以「異性癖」這個詞彙認定變性是一種精神疾病，認為跨性別者應該維持他們天生的生理和法律性別。但梵蒂岡也表示在少數極端情況下，因醫學治療需要而做的變性在道德上仍可被接受，因為那有助於對抗患者的疾病與不安。

## 愛滋病
梵蒂岡目前沒有任何已知的愛滋病例。梵蒂岡是最早以保險套對抗愛滋病的國家之一，教廷在2006年發表官方聲明表示這是基於「科學與道德上的研究」，為了對抗此一流行病而做的正當手段之一。